# Bermeries
Bermeries è un comune delegato e frazione del comune di L'Orée de Mormal, situato nel dipartimento del Nord nella regione dell'Alta Francia. In precedenza comune autonomo, il 1º gennaio 2025 è confluito insieme all'ex comune di Amfroipret nel nuovo comune di L'Orée de Mormal.

## Società

### Evoluzione demografica
Abitanti censiti